# Associazione Calcio Trento 1989-1990
Questa voce raccoglie le informazioni riguardanti l'Associazione Calcio Trento nelle competizioni ufficiali della stagione 1989-1990.

## Rosa
| N. |                   | Ruolo | Calciatore           |
| -- | ----------------- | ----- | -------------------- |
|    | Italia (bandiera) | A     | Gabriele Albasini    |
|    | Italia (bandiera) | C     | Gabriele Bongiorni   |
|    | Italia (bandiera) | C     | Riccardo Bracaloni   |
|    | Italia (bandiera) |       | Caropreso            |
|    | Italia (bandiera) | P     | Alessandro Cesaretti |
|    | Italia (bandiera) | D     | Emilio Da Re         |
|    | Italia (bandiera) | D     | Emilio Di Dio        |
|    | Italia (bandiera) | A     | Antonino Di Natale   |
|    | Italia (bandiera) | C     | Cristiano Di Tommaso |
|    | Italia (bandiera) | C     | Luca Divina          |
|    | Italia (bandiera) | A     | Ciro Donnarumma      |
|    | Italia (bandiera) | A     | Paolo Gregoric       |

| N. |                   | Ruolo | Calciatore        |
| -- | ----------------- | ----- | ----------------- |
|    | Italia (bandiera) | D     | Carlo Marchetto   |
|    | Italia (bandiera) | D     | Franco Pancheri   |
|    | Italia (bandiera) |       | Parisi            |
|    | Italia (bandiera) | D     | Raul Ragnacci     |
|    | Italia (bandiera) | C     | Alessandro Romano |
|    | Italia (bandiera) | A     | Roberto Rovani    |
|    | Italia (bandiera) | A     | Ennio Sala        |
|    | Italia (bandiera) | P     | Massimo Taibi     |
|    | Italia (bandiera) | D     | Attilio Tesser    |
|    | Italia (bandiera) | D     | Stefano Valenti   |
|    | Italia (bandiera) | D     | Matteo Villa      |
|    | Italia (bandiera) | C     | Giuseppe Vitillo  |

## Risultati

### Campionato

#### Girone di andata
| 17 settembre 1989 1ª giornata | Trento | 0 – 0 | Modena |  |

| 24 settembre 1989 2ª giornata | Derthona | 1 – 1 | Trento |  |

| 1º ottobre 1989 3ª giornata | Trento | 0 – 1 | Empoli |  |

| 8 ottobre 1989 4ª giornata | Trento | 1 – 2 | Chievo |  |

| 15 ottobre 1989 5ª giornata | Casale | 3 – 1 | Trento |  |

| 22 ottobre 1989 6ª giornata | Trento | 2 – 0 | Lanerossi Vicenza |  |

| 29 ottobre 1989 7ª giornata | Prato | 0 – 1 | Trento |  |

| 5 novembre 1989 8ª giornata | Trento | 1 – 0 | Carpi |  |

| 12 novembre 1989 9ª giornata | Montevarchi | 1 – 0 | Trento |  |

| 19 novembre 1989 10ª giornata | Trento | 1 – 0 | Venezia |  |

| 26 novembre 1989 11ª giornata | Alessandria | 1 – 0 | Trento |  |

| 3 dicembre 1989 12ª giornata | Spezia | 1 – 0 | Trento |  |

| 10 dicembre 1989 13ª giornata | Trento | 0 – 0 | Lucchese |  |

| 17 dicembre 1989 14ª giornata | Mantova | 2 – 1 | Trento |  |

| 30 dicembre 1989 15ª giornata | Trento | 1 – 1 | Piacenza |  |

| 7 gennaio 1990 16ª giornata | Arezzo | 2 – 1 | Trento |  |

| 14 gennaio 1990 17ª giornata | Trento | 0 – 0 | Carrarese |  |

#### Girone di ritorno
| 28 gennaio 1990 18ª giornata | Modena | 2 – 0 | Trento |  |

| 4 febbraio 1990 19ª giornata | Trento | 1 – 0 | Derthona |  |

| 11 febbraio 1990 20ª giornata | Empoli | 1 – 0 | Trento |  |

| 18 febbraio 1990 21ª giornata | Chievo | 1 – 1 | Trento |  |

| 4 marzo 1990 22ª giornata | Trento | 2 – 2 | Casale |  |

| 11 marzo 1990 23ª giornata | Lanerossi Vicenza | 2 – 1 | Trento |  |

| 18 marzo 1990 24ª giornata | Trento | 1 – 1 | Prato |  |

| 25 marzo 1990 25ª giornata | Carpi | 0 – 0 | Trento |  |

| 1º aprile 1990 26ª giornata | Trento | 1 – 0 | Montevarchi |  |

| 8 aprile 1990 27ª giornata | Venezia | 2 – 2 | Trento |  |

| 14 aprile 1990 28ª giornata | Trento | 2 – 0 | Alessandria |  |

| 29 aprile 1990 29ª giornata | Trento | 0 – 0 | Spezia |  |

| 6 maggio 1990 30ª giornata | Lucchese | 0 – 0 | Trento |  |

| 13 maggio 1990 31ª giornata | Trento | 1 – 1 | Mantova |  |

| 20 maggio 1990 32ª giornata | Piacenza | 2 – 2 | Trento |  |

| 27 maggio 1990 33ª giornata | Trento | 2 – 1 | Arezzo |  |

| 3 giugno 1990 34ª giornata | Carrarese | 0 – 1 | Trento |  |